# Rebeka Brown
Rebeca Jiménez Moreno (29 de abril de 1975, Sabadell) es una vocalista de música house conocida como Rebeka Brown.

## Carrera
Actriz y cantante en musicales como el original Rent producido por Focus. 
En 2005 colabora con la delegación de Andorra en el certamen de Eurovision apoyando a su intérprete a los coros con Anabel Conde.
“Sun Rising Up” se convirtió en el himno del verano de Ibiza en 2005, junto al productor de House español, David Penn (Urbana, Azuli). 
A partir de ese momento decide dejar la interpretación y el teatro musical para dedicarse por completo a su carrera en la música electrónica totalmente en expansión.
En 2006 la prestigiosa productora El Terrat le encarga la producción y creación del disco ¿Que pasa nen? para el exitoso personaje Nen de Castefa interpretado por Edu Soto en el programa de Andreu Buenafuente.
En el verano de 2008 la nueva promotora Supermartxe pidió su colaboración para la temporada con actuaciones semanales de aforo completo en Privilege, Ibiza.  
Ese mismo año actuó en la gran final de FAMA ¡A BAILAR! emitido por la cadena de TV Cuatro.  Este show tuvo una audiencia de 2,5 millones de espectadores. Rebeka se convirtió en una colaboradora habitual del programa.
Uno de los éxitos  fue el de “Millenium” en junio de 2009 con el productor, Juanjo Martin. “Millenium” obtuvo más de 1 millón de reproducciones y fue incluido en numerosas compilaciones. 
Rebeka decidió celebrar el 10 º aniversario de su carrera con la creación de su espectáculo multimedia, Discodramah. Con la ayuda del coreógrafo, Rafa Méndez y los bailarines del popular concurso de TV FAMA.
Discodramah vol.I se edita a continuación donde se recogen las canciones del espectáculo y resumen de su larga trayectoria. 
Rebeka llevará su Discodramah por parte del mundo durante 2 años más.
El verano de 2011, Rebeka Brown nos sorprende con Big Bad Bitch, un tema que supone un giro en su trayectoria hacia sonidos más internacionales, una mezcla entre electro y pop. Electro comercial, le están empezando a denominar a su nuevo estilo. 
La grabación del polémico videoclip se hizo en Ibiza en el famoso Hotel Pacha y el aclamado Lio, con la colaboración de Rafa Méndez y Nacho Vidal.
Ha creado su propio sello discográfico Relouded en el que se permite editar temas como Alive Again junto a Joan Reyes con tintes Dubstep y fusión coral. Coronando el lanzamiento con presentación en directo en Barcelona Gay Pride ante 60000 personas.
La colaboración con Dj Nano uno de los productores y djs más populares del momento “Lighters” supone todo un éxito en las listas de Máxima FM y plataformas digitales.
En primavera de 2015 el tema Get Down con Ron Carroll ha dado como resultado que se incluyera recopilatorios  como Pacha Ibiza Summer 2015. 
El lanzamiento este verano 2015 de Discodramah Vol. 2, su segundo álbum recopilatorio, en el cual se recogen nuevas versiones de algunos de sus hits de los últimos años y un total de 5 temas inéditos.
El disco también se lanzó en formato físico.
El verano de 2016 se presenta con la noticia del lanzamiento de un nuevo sencillo con un estilo mucho más pop. Se espera durante el mes de junio. 
La artista ha firmado con la promotora Supermartxe una colaboración semanal los sábados durante la temporada de verano en Ibiza, una residencia en Mykonos en el nuevo club Village Sueno y otras actuaciones aún por confirmar en varios festivales.
Rebeka anuncia su incorporación a la agencia de management Alaia Productions gestionada por Oscar Tarruella que representa a  Mónica Naranjo y Edurne.
En septiembre de 2017 se une al cast de conocido show musical The Hole Zero para representar el papel de Diva de Studio 54 junto a compañeros como La Terremoto de Alcorcón o  Txabi Franquesa. Esta colaboración en principio se contempla para la temporada de invierno en el teatro Coliseum de Barcelona.
En febrero de 2018 finaliza su colaboración en el musical The Hole. Combinandolo con algunas actuaciones puntuales en La Mansión Barcelona, En Moscú y en el sur de España. 
En verano de 2018 participa en la pasarela AdLib en Ibiz con un show en directo con bailarines. 
En Julio de ese mismo año actúa ante 40.000 personas en el Pride de Barcelona.
En septiembre de 2018 se une al cast del espectáculo  Ohlala en Zúrich durante 2 meses.
A finales de 2018 actúa en la prestigiosa sala Razmatazz de Barcelona junto a la Mansión.
En agosto de 2019 participa en el programa de gastronomía Joc de Cartes, en un especial famosos hermanos que regentan restaurantes, junto a Andrés Velencoso, Gemma MEngual y su hermana Ruth Jiménez.
En verano de 2019 es requerida por la prestigiosa promotora griega Xlesior para celebrar el show de su aniversario en el famoso club Cavo Paradiso en Mykonos. Junto a artistas de la talla de Loreen Allred y Beth Sacks.
En diciembre de 2019 graba en el auditorio de Terrassa con la Orquesta de cámara una balada acústica todavía no publicada. 
Y empieza lo que es el proyecto Acoustic Sessions. Un espectáculo pensado para teatros y versionando sus grandes hits y títulos de la música dance y electrónica en versión orquestal. Proyecto que se verá truncado por la llegada de la pandemia y lo cual posteriormente se convertirá en un show con músicos en directo formato banda pop-rock. 
En diciembre de 2019 es requerida por la marca We party para actuar en el mega show celebrado en Fabrik con motivo del aniversario de la promotora. Preparando un show increíble a nivel visual y técnico. 
En diciembre de 2020 saliendo de pandemia edits un tema pop funky bastante diferente junto al productor Heren.  Editan también un videoclip. 
En junio de 2021 decide crear La Party entertainment, una pequeña agencia de organización de eventos. 
En septiembre de 2021 una vez se permitió a los artistas volver a ofrecer algún tipo de espectáculo (todavía no estaba permitido el clubbing y fiestas con Djs) retomó entonces la idea de los acústicos, con un formato más sencillo (guitarra y piano) presentaron este primer concierto en Cataluña en el auditorio de Mont Roig, el público todavía debía estar sentado y con mascarillas. 
El formato tuvo gran éxito y Rebeka decidió hacer una producción propia presentándolo en la mítica sala Luz de Gas en Barcelona tan solo 2 meses después. Siendo un éxito rotundo. 
En septiembre de 2021 actuará en la playa de Sant Antonio para miles de personas en el Ibiza Pride. El público todavía debía estar sentado. 
En noviembre de 2021 actuará con el formato banda en el mega  evento de Motos Feestyle con Breaking Oficial. 
El formato banda coge fuerza y gusta mucho lo cual hace que la formación musical de vaya ampliando y ya se haya convertido en una cita anual en Barcelona. 
En verano de 2022 la escena club, grandes evento y festivales ya en pleno funcionamiento empieza a demandar fechas. 
En junio de 2022 lleva Acoustic Sessions al teatro Pereira. 
En julio de 2022 vuelve a Barcelona Pride preparando un show con bailarinas y visuales. 
Así como su participación en la primera edición del Ibiza Global Festival, un macro festival gratuito en la playa de Sant Antonio junto a figuras como Nic Fanciulli. 
Ese mismo verano Rebeka es nombrada directora artística del proyecto de la organización benéfica Ibiza Inclusión. 
Rebeka se incorpora a partir de agosto en el dinner show semanal STK con un show diferente el cual le permite desarrollar diferentes estilos musicales. 
En octubre de ese año actuará en la fiesta de presentación de la prestigiosa serie producida por Movistar+, El Inmortal. Junto a Paco Pil y otros artistas. 
En noviembre de 2022 Rebeka vuelve a presentar y auto producir Acoustic Sessions en Barcelona y esta vez también en Madrid en la sala  Changó. Llevando ya una formación de músicos cada vez más amplia. 
Siguiendo con otra residencia semanal de invierno en el dinner show CoTo de Ibiza. 
En marzo de 2023 Rebeka es requerida en el festival   Golden Age of house del ultra Club Millennium en la provincia de Gerona junto a compañeros como Juanjo Martín, Tikaro, Paco Maroto, Siendo un gran éxito. 
En Mayo actuará en imponente festival almeriense Solazofest. 
También participará en el prestigioso club Hi! De Ibiza junto a la organización benéfica Ibiza Inclusión. 
A finales de ese mes Matinée vuelve a Amnesia Ibiza después de mucho tiempo para ofrecer varias fechas en la temporada. 
Rebeka presenta un show con una gran producción. 
Ese verano participará en el Málaga Pride, en varias ocasiones en la mítica fiesta Children of the 80s en Hard Rock Hotel Ibiza. Donde prepara shows diferentes junto a la pianista Lorena de Tena (piano de cola y Keytar) y en otra ocasión junto a su banda acústica formato XL. 
Continuará con su residencia en el dinner show semanal STK en la isla. 
Vuelve a participar en Ibiza Global festival junto a Luciano, Ememé 
La temporada de invierno de 2023 la encabezan clubs como Studioclub de Torremolinos, BCM Mallorca, Ultraclub Millenium,. 
2024 es el año en que la artista celebra sus 25 años de carrera como Rebeka Brown. Anunciando un calendario lleno de fechas y variedad de eventos. 
En enero de 2024 presenta una versión del mítico Heart of the sun de Black Spider junto a Taito Tikaro y Juanjo Martín. 
Ese mismo mes es requerida por los míticos Pastis&Buenri para actuar en el festival la Historia de Nuestra Vida. Habiendo sido Rebeka vocalista de muchos  de sus temas a principios de los 2000. 
En febrero de 2024 presmta el acústico en formato XXL y con nuevo show en Luz de Gas.  Batiendo récord de asistencia y siendo ya una cita anual para todos los fanes de Rebeka en la ciudad condal. 
Algunas de las actuaciones de esta temporada a destacar, Pandora Sevilla, Mondino en Madrid, Festival superstars of 90s, La Daurada, Golden age of house, Matinee gold festival, Freedom Festival Canarias, Barcelona Remember Festival con Pastis&Buenri, Medusa beach club, Studio club, Oro viejo, Som  Fesitval, Míticos festival, Radiocassete Festival, residencia en Margarita puerto sherry, Súper éxitos, Superstars of 90s, Children of the 90s, La resistencia Fabrik, 
El año 2024 es uno de los más imperantes en los últimos tiempos para la arista. La agenda repleta de actuaciones y proyectos a la vista. 

## Artistas con los que ha colaborado
Rebeka Brown ha colaborado con los DJs y productores reconocidos en el panorama musical de música de baile.. Entre ellos cabe destacar a Ron Carroll, Wally López, Roger Sánchez, Taito Tikaro, Javi Reina, Raúl Ortiz, Abel the Kid, Dj Annemik, David Penn, Deux, Juanjo Martín, Chus & Ceballos, Carlos Gallardo, Dj Nano,  Joan Reyes, George Morel, Francesco Farfa, Pepe Tuccillo, Dj Pipi, César de Melero, Kromeangels, Wawa, Loverush, Plastikfunk, Gtronic, Steve Pitron, Chus&Ceballos, House South Brothers, John Vermont, Peyton, ..
Algunas de sus colaboraciones destacadas:
Entre los años 1996-2006 compone e interpreta más de una veintena de sencillos de éxitos de música de baile para sellos como Divucsa, Vale Music, Blanco&Negro, Max Music, Bit, Metropol Rec. 
En 1998 graba junto a su banda por aquel entonces Lucuma Lunch un LP de temas propios de estilo disco pop en español editado por Al.leluia Records.
Será miembro de la banda 2 años haciendo infinidad de actuaciones en directo en salas como Sidecar, Salamandra, London club..
En 2003, colabora con Jacky Jayet en la recopilación La Maison de l'elephant Vol. 2 en 3 de los temas. Animal attraction, El Duelo y My Yellow Bentley. 
La primavera de 2003 en la WMC en Miami conoce a George Morel dando fruto a I need some more editado por el sello del productor americano Groove on. 
En 2004 colabora con el conocido rapero El Sicario en algunas de sus producciones y actuaciones. 
En 2005 su colaboración con Deux (David Penn y Toni Bass) supone un punto de inflexión en su carrera. Alzándose mejor producción del año y siendo elegida como tema exclusivo para el recopilatorio del prestigioso sello británico Azuli. Todo un clásico de la música house. 
Ese mismo año crea 2 producciones Deep center y Ácida 220. con el prestigioso productor italiano Francesco Farfa. 
Rebeka Brown colabora en Tarifa Groove Collection con un tema muy especial Eolo's influence.
En 2005 colaboró con la delegación de Andorra como corista junto a Anabel Conde con la canción  La Mirada Interior, en el festival de la canción de Eurovisión.
En 2006 la productora El terrat le encarga la producción y creación del CD promocional ¿Que pasa nen? del personaje El nen de Castefa interpretado por Edu Soto para el programa de Andreu Buenafuente.
En 2007 David Penn aka Montilla requiere el tema original Kinda Girl junto a Electronic Pirates para su sello urbana. Realizando un atrevido remix con tendencias muy innovadoras.
Ese mismo verano junto a Pepe Tuccillo crean el elegante corte Keep on.
En 2008 crea junto a Taito Tikaro y J.Louis para Matinee Records uno de los grandes éxitos que marcará la historia de la promotora.
En 2009 colabora con Juanjo Martin en la creación de su conocido éxito Millenium. Alcanzando más de 1 millón de reproducciones y requerido en múltiples recopilaciones siendo así todo un himno en las pistas de baile. 
En 2010 colabora con el coreógrafo Rafa Méndez del popular concurso televisivo Fama ¡A bailar! emitido por la cadena Cuatro.
En 2010 edita su primer recopilatorio Discodramah Vol. I con una recopilación de sus colaboraciones musicales más destacadas y una selección de nuevos temas con nuevos colaboradores.
Ese mismo año colabora en Burning Love con el dúo House South Brothers (Manuel Moore y Pablo Kopanos) rodando un videoclip a cargo del realizador David Arnal.
En 2011 colabora de nuevo con Carlos Gallardo y Majorkings en la producción de Feel it inside rodando videoclip en Barcelona e Ibiza junto a Frame (Franc Bufi)
En 2012 edita unos de sus grandes hits conocido como Big Bad Bitch. Producido por Kromeangels y Wawa. Rodando un polémico y exitoso videoclip en el conocido local Lio de Ibiza y Hotel Pacha con la dirección del coreógrafo Rafa Méndez y la aparición de numerosos bailarines de las distintas ediciones del programa Fama¡A bailar! y una selección de fanes de la artista así como un cameo del actor y celebrity Nacho Vidal. Rodado y editado por David Arnal.
A principio de 2013 se editan los remixes con una gran acogida.
En 2013 con motivo de la presentación de su nuevo sello discográfico Relouded colabora con la coral de Sallent para 2 actuaciones en Barcelona. 
En la fiesta del Gay Pride Barcelona ante 60000 personas en las fuentes de Montjuic un coro de 30 personas y el sonido de Rebeka se fusionan para ofrecer una actuación muy especial y original.
El primer lanzamiento del sello será Alive Again con Joan Reyes, presentado en exclusiva en Flaix Fm.
Ese mismo año colabora con el vocalista americano Peyton añadiendo su voz en el tema Let it go, colaboración con Carlos Gallardo y presentado en exclusiva en Flaix Fm.
En 2014 se junta con el popular Dj Nano par crear el éxito en listas de Máxima Fm y ventas digitales Lighters editado por Universal Music. Videoclip creado por el polémico Costa Gamberro. Alcanzando el Top 5 en Máxima FM durante varias semanas.
En primavera de 2015 sale a la luz una colaboración con el respetado productor americano Ron Caroll afincado en Chicago, considerada la cuna del House Music. El lanzamiento de varios remixes de diversos artistas mundiales consigue ser uno de los temas más incluido en una larga lista de importantes compilaciones para el verano 2015 como Pacha Summer 2015.
En verano 2015, el lanzamiento de su segundo álbum recopilatorio Discodramah Vol. 2 con 4 nuevos temas inéditos y varias versiones nuevas de algunos de sus hits más conocidos alcanza en la primera semana de lanzamiento el número uno en ventas de la lista de iTunes. El disco también se edita en formato físico. Portada y diseño arte por Salva Muste.
El track list es el siguiente:
- 1. Game Changer - producido por el respetado productor Griffi. Componente de Solo los Solo, productor de Mala Rodríguez etc.
- 2. On the beat - producido por nuevo artista emergente apoyado por la propia artista John Vermont
- 3. Get down - Ron Carroll
- 4. Big Bad Bitch - Matt King Rmx
- 5. Don't let this moment end -

Guena LG Rmx
- 6. Looking for love - feat. No Talk
- 7. Lighters - DjNano
- 8. Alive Again
- 9. Feel it inside
- 10. Real Things - Chris Daniel Rmx
- 11. Believe it - Peyton &The House Rejects
- 12. Millenium - Juanjo Martin 2015Rmx

Bonus track
- 13. Real Things - Dani Trujillo orchestral version

## Discografía
- "Human Voices" (1995)
- "The countdown" (1996)
- "Lucuma Lunch" (Al.leluia Records, 1998)
- "Power of dreams" (2000)
- "Let it go" (2001)
- "Destiny" (2002)
- "XQuè vol.8" (Bit Music 2002)
- "Don’t wanna work" (2002)

2002 - I am sailing
2002 - Lifetime
2002 - Maniatiks
2002 - Shake it
2003 -Beautiful day
2003 - Down on my knees
2003 - Searching
2003 - When I sleep
2003 - Torn
2003 - Animal attraction
2003 - El duelo
2003 - In my yellow Bentley
2004 - Can you see the end
2004 - Killing my heart
2004 - Wanna be
2004 - No time to cry
2005 - Going under
2005 - Running up that hill 
2005 - Eolo’s influence 
- «Go Deeper» (Negrita Rec, 2003)
- «I need some more» (Groove On, 2003)
- «Deep Center» (Glitter/Serial killer, 2005)
- «Sun Rising Up» (Urbana Rec, 2005)
- «Acida 220» (Glitter/Serial killer, 2005)
- «This is my life» (Matinee Rec, 2006)

2006 - Amazing times
2006 - Let me 
2006 - Love motion
- «Takedown» (Bilingual, 2006)
- «Maniac» (House Works, 2007)
- «New Day» (A touch of class, 2007)
- «You & I» (Set me free, 2008)
- «Real Things» (Matinee Rec, 2008)
- «Kinda Girl» (Urbana Rec/Pirates Fed. 2007)
- «Don't let this moment end» (Vendeta, 2009)
- «Why» (Rockstar, 2009)
- «Keep On» (Vendeta, 2007)
- «Millenium» (Set me free, 2009)
- «I believe in dreams» (Set me free, 2010)
- "Show me love" (2010)
- «Burning Love» (2010)
- "My favourite hit" (Magic Workshop Rec, 2010)
- "Let’s make some noise" (Magic Workshop Rec, 2010)
- "Discodramah vol.I" (Magic Workshop Rec.2010)
- «Big Bad Bitch» (Magic Workshop Rec, 2011)
- «Feel it (inside)» (Magic Workshop, 2011)
- «Let it go» (GT Rec, 2013) Colaboración con Peyton.
- «Alive Again» (Relouded, 2013) con Joan Reyes
- «Lighters» (Universal Music, 2014) Con Dj Nano.
- "Get down" (House Sessions, 2014) con Ron Carroll.
- "Discodramah Vol.2" (Relouded, 2015)
- "Game Changer" - producido por el respetado productor Griffi. Componente de Solo los Solo, productor de Mala Rodríguez etc.(Relouded, 2015)
- "On the beat - producido por nuevo artista emergente apoyado por la propia artista John Vermont (Relouded, 2015)
- "Looking for love" producido por No-Talk (Relouded, 2015)
- "Believe it" feat. Peyton &The House Rejects (Relouded, 2015)
- "Millenium" Juanjo Martin 2015Rmx (Relouded, 2015)
- "Real Things" Dani Trujillo orchestral version (Relouded 2015)
- * "Bésame Mucho" Beso Beach (Relouded 2018)
- * "Best of me" Feat. Heren (RElouded 2020)
- * "Heart of the Sun" feat. Taito Tikaro & Juanjo Martin (Relouded 2023)
- * "Searching for the Golden eye" feat Taito Tikaro & Juanjo Martin (Relouded 2024)

Estos son los premios más destacables recibidos en su extensa carrera:
2005 Deejaymag Premio tema del año Sun rising up 
2006 Deejaymag Premio mejor producción Rainlove (Maniac)
2008 Deejaymag Premio mejor producción Real Things
2008 Deejaymag Premio aportación y pionera live vocal
2009 Deejaymag Premio mejor vocalista.
2009 Deejaymag Premio tema del año Millenium
2010 Deejaymag Premio mejor vocalista.
2010 Deejaymag Premio mejor producción Believe in dreams
2010 Deejaymag Premio mejor remix Millenium
2011 Deejaymag Premio mejor vocalista
2011 Vicious Music Awards Premio mejor vocalista votación popular
2011 Vicious Music Awards Premio mejor vocalista votación jurado
2013 Vicious Music Awards Premio mejor vocalista
2013 Vicious Music Awards Premio trayectoria